# Dying Fetus
Dying Fetus är ett amerikanskt death metal-band.
Bandet grundades 1991 i Upper Marlboro, Maryland i USA, av John Gallagher och Jason Netherton. Idag är Gallagher den ende medlemmen kvar från de första medlemmarna.

## Medlemmar
Nuvarande medlemmar
- John Gallagher – trummor (1991–1994), gitarr (1991– ), sång (1993– )
- Sean Beasley – basgitarr, sång (2001– )
- Trey Williams – trummor (2007– )

Tidigare medlemmar
- Jason Netherton – basgitarr, sång (1991–2001)
- Nick Speleos – gitarr, sång (1991–1994)
- Rob Belton – trummor (1994–1996)
- Brian Latta – gitarr (1994–1998)
- Kevin Talley – trummor (1997–2001)
- John "Sparky" Voyles – gitarr (1998–2001)
- Derek Boyer – basgitarr (2001)
- Bruce Greig – gitarr (2001–2002)
- Vince Matthews – sång (2001–2005)
- Eric Seyanga – trummor (2002–2005)
- Mike Kimball – gitarr (2002–2008)
- Duane Timlin – trummor (2006–2007)

Turnerande medlemmar
- Casey Buckler – trummor (1995–1996)
- Erik Sayenga – trummor (1996–1997)
- John Longstreth – trummor (2004)
- Kevin Talley – trummor (2018)

## Diskografi
Demo
- Bathe in Entrails (1993)
- Infatuation with Malevolence (1994)

Studioalbum
- Purification through Violence (1996)
- Killing on Adrenaline (1998)
- Destroy the Opposition (2000)
- Stop at Nothing (2003)
- War of Attrition (2007)
- Descend Into Depravity (2009)
- Reign Supreme (2012)
- Wrong One to Fuck With (2017)

EP
- Grotesque Impalement (1999)
- History Repeats... (2011)

Singlar
- "Induce Terror" (2016)

Samlingsalbum
- Infatuation with Malevolence (1995)

Video
- Killing on Live (DVD) (2002)

Annat
- "Vengeance Unleashed" / "The Beating Goes On" (delad 7" vinyl med Deepred) (2002)
- Contamination Tour 2018 (delad 12" vinyl: Dying Fetus / Incantation / Genocide Pact / Gatecreeper) (2018)